# Gheorghe Seculici
Gheorghe Seculici (n. 19 aprilie 1953, Rod, România) este un om politic român. A fost vice prim-ministru (sau minsitru de stat), însărcinat cu coordonarea activităților din domeniul economic, în perioada 20 martie 2005 - 22 august 2005, în cadrul primului Guvern Tăriceanu.

## Educație
A absolvit Universitatea de Arhitectură și Urbanism Ion Mincu, obținând nota 10 pentru lucrarea de diplomă. În 1994, a urmat cursurile Camerei de Comerț din Viena, Austria, unde a primit diploma de manager diplomat. Între anii 1999 și 2001, și-a continuat studiile de arhitectură urmând cursurile Universității de Arhitectură și Urbanism Ion Mincu – Școala de Studii Academice Postuniversitare secția de restaurări.
În 2010, a urmat „Programul de formare specializată pentru ocuparea unei funcții publice corespunzătoare categoriei înalților funcționari publici” din cadrul Ministerului Administrației și Internelor – Agenția Națională a Funcționarilor Publici, iar în 2011 a urmat cursuri postuniversitare de perfecționare cu specializarea Securitate și bună guvernare în cadrul Ministerului Apărării Naționale – Universitatea Națională de Apărare „Carol I” – Colegiul Național de Apărare.

## Activitatea profesională și politică
Între anii 1979 și 1991 a fost arhitect-proiectant, șef proiect la S.C. Proiect Arad S.A. (fostul Institut de Proiectări Arad). Din 1991 până în 2004 a activat ca președinte al consiliului de administrație și director general la S.C. Proiect Arad S.A. În 2004 a fost ales președinte al Consiliului Județean Arad, funcție la care a renunțat în 2005 pentru a putea fi numit ministru de stat pentru coordonarea activităților economice în guvernul Tăriceanu, funcție pe care a ocupat-o între 20 martie 2005 și 22 august 2005. Ulterior a revenit la Arad, din nou ca director general al S.C. Proiect Arad S.A..
în 20.05.2013 a fost ales Presedinte al Camerei de Comert si Industrie Arad (reales pentru un nou mandat de patru ani in 2017) si in 10.11.2017 a fost ales Vice-Presedinte al Camerei de Comert a Romaniei.
Gheorghe Seculici a fost timp de 15 ani președintele organizației județene a PD-L Arad, până la 1 iunie 2013.